# Condorito (personaje)
Condorito es el protagonista de la historieta chilena homónima. El personaje es representado como un cóndor antropomorfo (en alusión al escudo nacional de Chile) que vive en una ciudad llamada Pelotillehue y fue creado por el dibujante chileno René Ríos, más conocido como Pepo.
Existe un monumento de este personaje junto con su mascota Washington en el parque del Llano Subercasseaux, en Gran Avenida, comuna de San Miguel, el primero de una serie de monumentos de un proyecto de la década de 1990, de un "Parque de las historietas". Este proyecto fue dirigido por el escritor chileno Omar Pérez Santiago, a través del Centro Nacional de Cómics. Asimismo, en Concepción, lugar natal de Pepo, existe una estatua que rememora al personaje.
El 26 de diciembre de 2014, fue presentado como la mascota oficial del Club de Deportes Provincial Curicó Unido frente al Club Social de Deportes Rangers.

## Historia
La idea de Pepo para crear Condorito surgió después de ver la película Saludos amigos (1942), de la factoría Disney. En ella, el Pato Donald y Goofy hacían un viaje simbólico por Latinoamérica, donde encontraban personajes que se suponía representaban los países visitados: Perú, Bolivia, Argentina y Brasil. Chile estaba representado por un pequeño avión: Pedrito, nombre que era un homenaje al presidente de entonces, Pedro Aguirre. En el filme, el avión Pedrito trata de cruzar con gran dificultad la cordillera de los Andes para llevar la correspondencia a Argentina. Pepo encontró insólita y paupérrima la forma en que estaba representado Chile, así que, indignado, se puso a trabajar en un personaje que fuera más representativo: un cóndor antropomorfo.[cita requerida]
Su primera aparición fue en la revista Okey #1 el 6 de agosto de 1949 como un ladrón de gallinas. En 1955 fue la primera recopilación de chistes en donde ya tenía su aspecto definitivo.

Pensé en nuestro escudo, pensé en el huemul y el cóndor, pensé que entre las dos figuras tú estabas mucho más cerca de lo que nosotros somos (...), por eso te hice bajar a ti de la cordillera, te calcé ojotas, te puse sombrero de huaso, te hice vivir en el mundo de los humanos.

René "Pepo" Ríos Boettiger; creador del personaje

## Dibujantes
Pepo se encargaba personalmente de dibujar a Condorito cuando empezó a aparecer en la revista Okey. Sin embargo, cuando salió la revista propia de Condorito en 1955 y su frecuencia fue en aumento, Pepo debió formar un equipo de colaboradores (ver Condorito). Uno de ellos fue Miguel Ortiz, que a finales de 2018 seguía activo: durante la Feria Internacional del Libro de Santiago, en la que participó, repartió dibujos autografiados entre sus admiradores. Entre sus dibujantes de este siglo figuran Álvaro Flores, Sergio González (desde 1985), Juan Eduardo Plaza (desde principios de los 1990), Luis Sepúlveda.